# دور سميت
ثيودورا أدريانا «دوري» سميت (27 يونيو 1933 - 5 يونيو 2021)، هي ممثلة ومقدمة برامج هولندية بين عامي 1960 و 1999.
توفي سميت في مدينة لايدسندام يوم 5 يونيو 2021، عن عمر يناهز 87 عامًا.